# La Grande Casse 3
Pour plus de détails, voir Fiche technique et Distribution.
La Grande Casse 3 (Deadline Auto Theft) est un film de casse américain écrit, coproduit et réalisé par Henry Blight Halicki, sorti en 1983.

## Fiche technique
Sauf indication contraire, les informations mentionnées dans cette section peuvent être confirmées par la base de données cinématographiques IMDb,  présente dans la section « Liens externes ».
- Titre original : Deadline Auto Theft
- Titre français : La Grande Casse 3
- Réalisation : H. B. Halicki
- Scénario : H. B. Halicki
- Direction artistique :
- Musique : Hoyt Axton
- Photographie : Daniel Pearl et Tony Syslo
- Son : Michael Brennan
- Montage : Warner E. Leighton (en) et P. J. Webb
- Coordination des cascades : H. B. Halicki
- Production : H. B. Halicki

Production déléguée : Richard L. Muse
- Sociétés de production : H.B. Halicki Mercantile Co. ; Junk Yaro (coproduction)
- Société de distribution : Halicki International
- Pays d'origine :  États-Unis
- Langue originale : anglais
- Format : couleur (DeLuxe) / Noir et blanc - Son : Monophonique - 1,85:1 - Format 35 mm
- Genre : film de casse
- Durée : 98 minutes
- Dates de sortie :
  - États-Unis : 28 octobre 1983

## Distribution
- H. B. Halicki : Harlan B. Hollis
- Hoyt Axton – Captain Gibbs
- Marion Busia – Pumpkin Chase
- Jerry Daugirda – Eugene Chase
- George Cole – Atlee Jackson
- Lang Jeffries – Lt. Arthur
- Dan Grimaldi – Carl Augusta
- Judi Gibbs – elle-même
- Pat Hartigan – Lt. Reed

## À noter
- Malgré le titre, La Grande Casse 3 n'est pas la suite directe de La Grande Casse, sortie en 1974 et de La Grande Casse 2, sortie en 1982[1].